# Strandbad Tiefenbrunnen

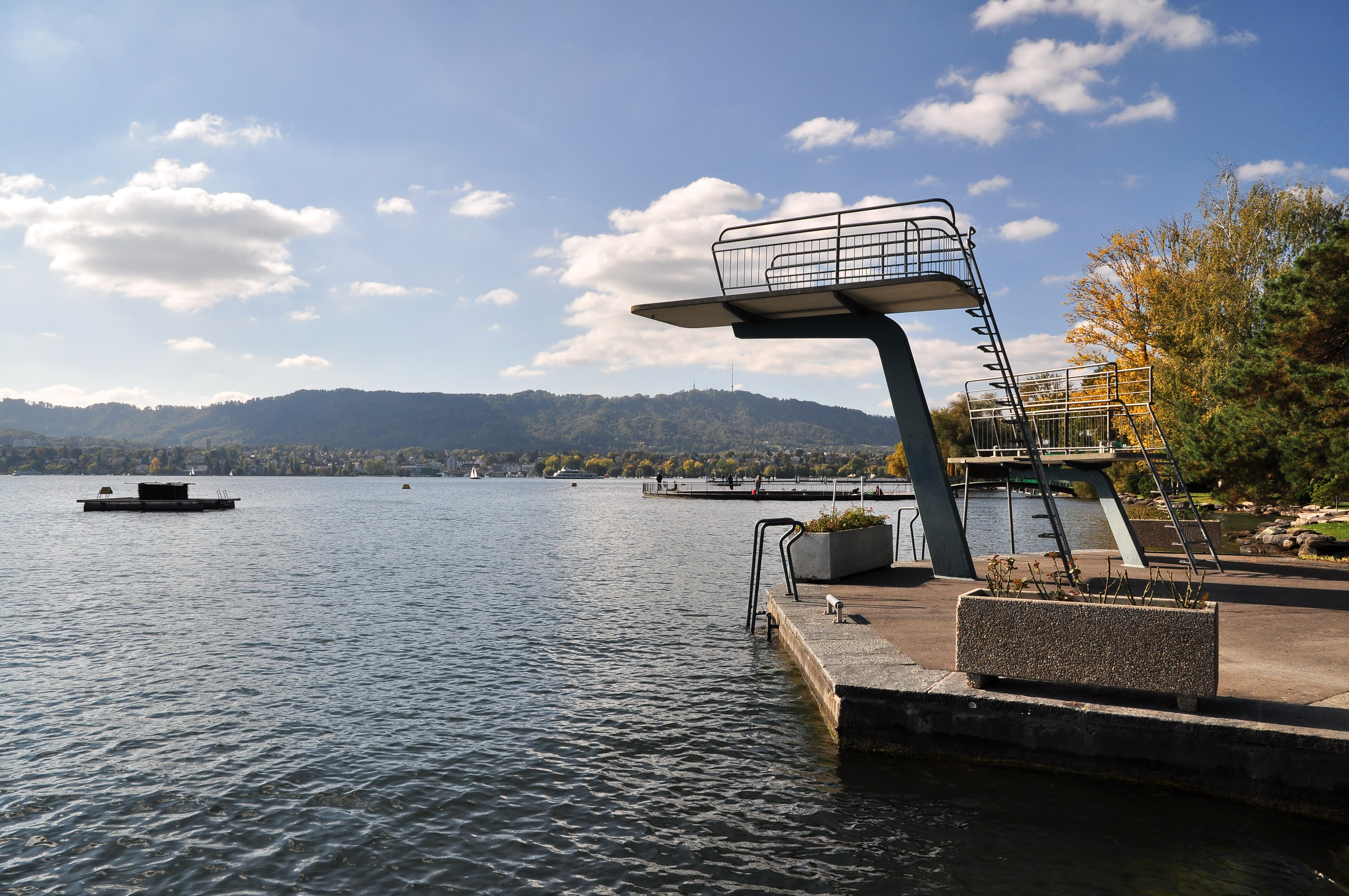
Strandbad mit Uetliberg im Hintergrund

Das Strandbad Tiefenbrunnen ist ein öffentliches Strandbad am Zürichsee. Es ist Teil der Quaianlagen der Stadt Zürich und befindet sich im Seefeldquartier im Stadtteil Riesbach. 
Die Anlage ersetzte ein Kastenbad bei der Klausstud aus dem Jahre 1886. Sie wurde von den Architekten Josef Schütz, Otto Dürr und Hans Nussbaumer entworfen und 1954 eröffnet. Die Bauten der Garderoben befinden sich entlang der Bellerivestrasse, gegen den See breitet sich die grosse parkähnlich gestaltete Liegewiese aus. Im See gibt es eine Nichtschwimmerbucht und ein hölzernes Nichtschwimmerbecken.
Das Strandbad ist Ziel der alljährlich stattfindenden Seeüberquerung. Bei dieser beliebten Freiwasserschwimmveranstaltung wird die 1450 m lange Strecke vom Strandbad Mythenquai in das Strandbad Tiefenbrunnen zurückgelegt.